# Abū Sahl al-Qūhī

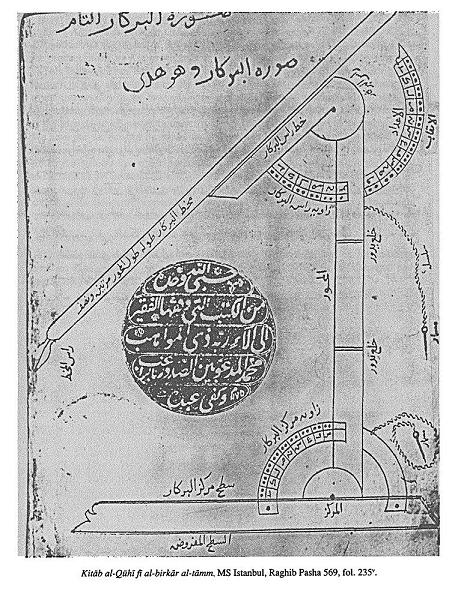
Grabado del compás perfecto de Al-Qūhī's para el trazo de secciones cónicas

Abū Sahl Wayjan ibn Rustam al-Qūhī (al-Kūhī Amoli; en persa: ابوسهل بیژن کوهی Abusahl Bijan-e Koohi) fue un físico y matemático persa originario de la región de Tabaristán Amol. Desarrolló su carrera en Bagdad durante el siglo X, y a él se le atribuyen varios trabajos en matemáticas y astronomía, además de ser reconocido por su trabajo en óptica.
Al-Qūhī lideró en 988 a. C. a un grupo de astrónomos en el observatorio de Bagdad construido por el amir Sharaf al-Dawla de la dinastía Búyida. Al-Qūhī escribió un tratado sobre el astrolabio en donde resuelve algunos de los problemas geométricos de éste.
En el área de las matemáticas, Al-Qūhī se dedicó a problemas estudiados por Arquímedes y Apolonio, proponiendo como soluciones ecuaciones de segundo orden o mayores, y discutiendo las condiciones para su solución; por ejemplo, para inscribir un pentágono equilátero dentro de un cuadrado, es necesario resolver una ecuación de cuarto grado. Al-Qūhī también desarrolló un tratado sobre un compás perfecto, un compás con un solo soporte de longitud variable con el que es posible trazar secciones cónicas: líneas rectas, círculos, elipses, parábolas e hipérbolas, además de ser probable que este instrumento geométrico se haya construido. El trabajo de Al-Qūhī como óptico destacó por el estudio en las propiedades ópticas de los espejos cónicos, además de la manufacturación de instrumentos ópticos para la observación.
Al-Qūhī era conocido por argumentar en contra de ideas aristotélicas relacionadas con la metrología. Por ejemplo, Al-Qūhī refuta algunas tesis de la física aristotélica mediante argumentos geométricos y experimentos mentales, definiendo su postura epistemológica.